# جاستین پیرس
جاستین پیرس (انگلیسی: Justin Pierce; ۲۱ مارس ۱۹۷۵ – ۱۰ ژوئیهٔ ۲۰۰۰) یک هنرپیشه اهل ایالات متحده آمریکا بود.
او در فیلم پادشاه جنگل بازی کرده است.